# Fausto Di Cesare
Fausto Di Cesare (L’Aquila, 23 aprile 1943) è un pianista, direttore d'orchestra e docente italiano.

## Formazione[1]
Fausto Di Cesare ha frequentato gli studi di musica al conservatorio “Santa Cecilia” di Roma seguito dai maestri Renzo Silvestri (Pianista), Franco Ferrara (Direttore d’orchestra), Guido Agosti (Musicista da Camera), Antonio Ferdinandi e Guido Mortari (Maestri di Composizione) e successivamente si è perfezionato alla Hoschule Mozarteum a Salisburgo.

## Carriera[2]

### Come Pianista
Fausto Di Cesare ha suonato come solista ed ha collaborato con altri solisti come Arturo Bonucci, Andrea Noferini, Luciano Giuliani, Bruno Canino, Felix Ayo, Maxien Larrieux, Giorgio Zagnoni, Bronislaw Gimpel, Riccardo Brengola. 
In Italia ha suonato in Recitals, Orchestre, Associazioni Musicali ed enti come: l'Accademia Chigiana di Siena, l'Orchestra Sinfonica di San Remo, il Teatro Comunale di Bolzano, i Pomeriggi Musicali ed i Concerti della Bocconi a Milano, l'Orchestra Sinfonica di Roma, l’Istituzione Universitaria dei Concerti, il Teatro San Carlo di Napoli, il Teatro Ponchielli di Cremona, la R.A.I. Radiotelevisione italiana, l'Oratorio del Gonfalone a Roma, il Teatro Romano di Siracusa, l’Accademia nazionale di Santa Cecilia, l'Aidem e i Venerdì musicali a Firenze, Istituzione Sinfonica Abruzzese e l’Ente Concerti Barattelli a L’Aquila.
Fondatore nel 1994 del Gruppo Vocale-Strumentale “Lieder Ensemble” pensato per interpretare composizioni vocali con vari gruppi strumentali opere di compositori classici come Brahms, Mozart, Beethoven, Bartok Ravel, Petrassi e Schubert.

### Come Direttore d’orchestra
Fausto Di Cesare ha diretto nell’Orchestra Regionale del Lazio, nell’Orchestra del Teatro dell’Opera di Stara-Zagora, nell’Orchestra Giovanile Goffredo Petrassi di cui è Direttore stabile, nell’Orchestra Sinfonica Abruzzese, negli Artisti del Coro dell’Accademia di Santa Cecilia, nell’Orchestra Sinfonica di Bacau, nel Coro lirico sinfonico di Roma, nell’Orchestra Nazionale della Radio di Tirana, nell’Orchestra ed il Coro del Conservatorio Santa Cecilia di Roma, nell’Orchestra filarmonica di Stato di Romania, nell’Orchestra da camera Gioachino Rossini, nell’Orchestra e il Complesso da camera dell’Accademia di Santa Cecilia, nell’Orchestra Roma Sinfonietta, nell’Orchestra Sinfonica Ottorino Respighi, nell’Orchestra Giovani d’Europa e nell’Orchestra del Festival di Montevideo.
Nel 1995 ha interpretato come Direttore d’orchestra alcune sonate di Giovanni Setaccioli in "Poema Lirico" Rara Esemble di flauti fagotti oboe pianoforte e violino edito da Bongiovanni Musica

### Come Docente di musica
Dal 1968 al 1973 è stato Docente di Pianoforte ai Conservatori di Musica "Gioachino Rossini" di Pesaro e "Alfredo Casella" de L’Aquila e successivamente per 30 anni è stato titolare di Cattedra presso il Conservatorio di Santa Cecilia a Roma.
Nel “Balletto” del Teatro dell’Opera di Roma è stato Maestro nella stagione 1972-73. Fondò nel 1965 il “Gruppo Rinnovamento Musicale” con altri compositori Luca Lombardi, Giuliano Zosi e Antonello Neri con i quali ha svolto attività nel settore della musica Contemporanea e d’Avanguardia. 
Fausto Di Cesare è nella Direzione Artistica della Accademia Internazionale di Musica in Roma dove tiene, dal 1998, Corsi triennali di Alto perfezionamento pianistico.
È membro responsabile del Dipartimento Musica della Accademia Culturale Europea e per due anni ha avuto collaborazioni con l’Università Luiss Guido Carli a Roma nel cui interno ha dato inizio corso al Coro dell’Università e al gruppo Luiss Musica Insieme. Dal 2012 Fausto di Cesare ricopre il ruolo di presidente onorario nell’Accademia Musicale Praeneste di Roma.

## Riconoscimenti
Tra i primi tre posti in questi concorsi pianistici internazionali: il Viotti di Vercelli nel 1965, il Casella di Napoli nel 1966. Ha vinto nel 1967 il primo premio nel Concorso Internazionale Casagrande di Terni.